# Margunn Haugenes
Margunn Haugenes, född 25 januari 1970 i Florø, Norge, är en norsk fotbollsspelare. Vid fotbollsturneringen under OS 2000 i Sydney deltog hon i det norska lag som tog guld.